# Сплюшка кордильєрська
Сплюшка кордильєрська (Megascops marshalli) — вид совоподібних птахів родини совових (Strigidae). Мешкає в Перу і Болівії.

## Опис
Довжина птаха становить 20-23 см. Тім'я і верхня частина тіла яскраво-рудувато-коричневі, поцятковані чорними плямками, на потилиці охристий "комір". Лицевий диск рудий з чорними краями, над очима білі "брови". На крилах білі плямки, що формують смугу. Груди руді, живіт білуватий, нижня частина тіла поцяткована темними смужками. На голові короткі пір'яні "вуха". Очі темно-карі, лапи оперені до кінчиків пальців. Голос — монотонне ухання, яке спочатку набирає інтенсивність, а потім різко обривається, а також короткі трелі.

## Поширення і екологія
Кордильєрські сплюшки мешкають в Андах в центральній і південній частині Перу, в регіонах Паско, Хунін, Куско і Пуно, зокрема в горах Кордильєра-де-Вількабамба, а також на півночі Болівії, де вперше були зафіксовані у 2005 році. Вони живуть у гірських хмарних лісах з великою кількістю епіфітів і папоротей та з густим підліском, на висоті від 1550 до 2580 м над рівнем моря. Ведуть нічний спосіб життя. Живляться переважно комахами, а також дрібними хребетними. Сезон розмноження триває з червня по серпень.

## Збереження
МСОП класифікує стан збереження цього виду як близький до загрозливого. Кордильєрські сплюшки є локально поширеним видом, якому може загрожувати знищення природного середовища.